# MAXXI L'Aquila
Il MAXXI L'Aquila è un museo d'arte contemporanea situato all'Aquila, a palazzo Ardinghelli, come sede distaccata del MAXXI - Museo nazionale delle arti del XXI secolo di Roma; l'apertura al pubblico è avvenuta il 3 giugno 2021.

## Storia
L'idea di istituire una sede decentrata del MAXXI in Abruzzo nacque in seguito a una visita, nel 2014, dell'allora ministro Dario Franceschini a palazzo Ardinghelli, monumento nazionale danneggiato gravemente dal terremoto dell'Aquila del 2009 e in fase di restauro grazie anche a un contributo economico del governo russo. Il progetto fu confermato l'anno seguente e istituzionalizzato nel 2017.
Dal 2017 al 2019, contemporaneamente alla terminazione degli interventi di consolidamento, il palazzo è stato quindi sottoposto a ulteriori lavori di adeguamento dell'edificio a sede espositiva e museale.
La conclusione dei lavori di restauro del palazzo, inizialmente prevista per il 31 marzo 2020, è avvenuta con pochi mesi di ritardo a causa della pandemia di COVID-19, mentre l'inaugurazione del museo e la conseguente apertura al pubblico, inizialmente fissate al 21 giugno, poi al 20 ottobre e infine al 6 novembre dello stesso anno, sono state rimandate a causa dell'emergenza pandemica.
Il museo è stato infine inaugurato il 28 maggio 2021, mentre l'apertura definitiva al pubblico è avvenuta il 3 giugno seguente.

## Collezione e mostre
Il MAXXI L'Aquila non dispone di una collezione permanente, se non per l'opera Colonna nel vuoto di Ettore Spalletti, e ospita invece prevalentemente mostre temporanee. Dalla sua apertura nel giugno del 2021 ha accolto la mostra "Punto di equilibrio. Pensiero spazio luce da Toyo Ito a Ettore Spalletti", il cui smantellamento è avvenuto il 20 febbraio 2022. Tale prima mostra ha compreso sia opere della collezione MAXXI sia alcune opere commissionate appositamente per il museo; in particolare, le nuove produzioni sono degli artisti Elisabetta Benassi, Stefano Cerio, Daniela De Lorenzo, Nunzio Di Stefano, Alberto Garutti, Paolo Pellegrin, Anastasia Potemkina, Alessandro Sciarroni ed Ettore Spalletti.
Il 12 marzo 2022 sono state inaugurate due nuove mostre, "In Itinere" e "Di roccia, fuochi e avventure sotterranee". La prima, curata da Bartolomeo Pietromarchi e Fanny Borel, aveva come oggetto il territorio della città dell'Aquila ed espone opere a tema commissionate appositamente di Armin Linke, MASBEDO e Claudia Pajewski; la seconda era una mostra fotografica, curata da Alessandro Dandini de Sylva e realizzata in collaborazione con Ghella, e si concentrava invece su cinque grandi opere infrastrutturali a livello mondiale, con immagini di Fabio Barile, Andrea Botto, Marina Caneve, Alessandro Imbriaco e Francesco Neri.
Il 2 luglio 2022 due nuove mostre, "Afterimage" e "NXT", hanno sostituito le due precedenti. La prima, curata da Alessandro Rabottini e Bartolomeo Pietromarchi, presenta installazioni pittoriche, scultoree, fotografiche, audiovisive e digitali di diversi artisti. La seconda, terminata a settembre dello stesso anno, era invece legata a MAXXI Architettura ed era incentrata sulla valorizzazione della piazza antistante il museo.